# Српски кошаркаши на НБА драфту
Овај чланак доноси преглед кошаркаша са српским држављанством који су били изабрани на НБА драфту.

## Занимљивости
- Почев од 1989. године до данас на НБА драфту је изабрано 40 играча — 11 у првој и 28 у другој рунди. Шеснаест од тих 40 играча никада није ни заиграло у НБА лиги.
- Највише играча из Србије је изабрано на драфту 2014. године и то чак 4. Ниједан српски кошаркаш није прошао на драфтовима 1991, 1993, 1997, 1998, 1999, 2004, 2009. и 2018. године.
- Највише српских играча директно је изашло на драфт из редова Мега баскета и Партизана, по десет. За њима следи Црвена звезда са 5, ФМП Железник са 2 и Хемофарм са једним. Неретко би се играчи у тренутку избора нашли у редовима неког иностраног клуба.
- Први српски играч који је драфтован био је Владе Дивац 1989. године (Лос Анђелес лејкерси су га из Партизана изабрали као 26. пика). Он је имао и најдуговечнију каријеру у НБА лиги, у којој је провео чак 16 година.
- Најбоља позиција неког српског играча на драфту била је други пик. Овај успех постигао је Дарко Миличић 2003. године, а том приликом је био котиран одмах иза Леброна Џејмса, а испред Камерла Ентонија, Криса Боша и Двејна Вејда. Изабрали су га Детроит пистонси, а у том тренутку био је играч Хемофарма.
- Одређени број играча из Србије до прилике да игра у НБА лиги није дошао преко драфта, већ директно. То су: Жарко Паспаљ, Радисав Ћурчић, Растко Цветковић, Александар Ђорђевић, Предраг Савовић, Мирослав Радуљица, Бобан Марјановић, Милош Теодосић, Марко Гудурић.

## Списак
| Година | Пик | Рунда | Играч               | Позиција | Изабрао                         | Клуб у тренутку избора      | НБА каријера |
| ------ | --- | ----- | ------------------- | -------- | ------------------------------- | --------------------------- | --- |
| 1989.  | 26. | 1.    | Владе Дивац         | Ц        | Лос Анђелес лејкерси (1)        | Партизан (1)                | Лос Анђелес лејкерси (1989—96) Шарлот хорнетси (1996—98) Сакраменто кингси (1999—04) Лос Анђелес лејкерси (2004—05)                                                                            |
| 1990.  | 50. | 2.    | Милош Бабић         | КЦ / Ц   | Финикс санси (1)                | Тенеси тек голден иглси (1) | Кливленд кавалирси (1990—91) Мајами хит (1991) |
| 1992.  | 43. | 2.    | Предраг Даниловић   | Б / К    | Голден Стејт вориорси (1)       | Партизан (2)                | Мајами хит (1995—97) Далас маверикси (1997) |
| 1994.  | 54. | 2.    | Жељко Ребрача       | Ц        | Сијетл суперсоникси (1)         | Партизан (3)                | Детроит пистонси (2001—04) Атланта хокси (2004) Лос Анђелес клиперси (2004—06) |
| 1995.  | 31. | 2.    | Драган Тарлаћ       | Ц        | Чикаго булси (1)                | Олимпијакос (1)             | Чикаго булси (2000—01) |
| 1995.  | 51. | 2.    | Дејан Бодирога      | К        | Сакраменто кингси (1)           | Олимпија Милано (1)         | — |
| 1996.  | 14. | 1.    | Предраг Стојаковић  | К        | Сакраменто кингси (2)           | ПАОК (1)                    | Сакраменто кингси (1998—06) Индијана пејсерси (2006) Њу Орлеанс хорнетси (2006—10) Торонто репторси (2010—11) Далас маверикси (2011)                                                           |
| 2000.  | 30. | 2.    | Марко Јарић         | Б        | Лос Анђелес клиперси (1)        | Фортитудо Болоња (1)        | Лос Анђелес клиперси (2002—05) Минесота тимбервулвси (2005—08) Мемфис гризлиси (2008—09) |
| 2000.  | 51. | 2.    | Игор Ракочевић      | П / Б    | Минесота тимбервулвси (1)       | Црвена звезда (1)           | Минесота тимбервулвси (2002—03) |
| 2001.  | 12. | 1.    | Владимир Радмановић | К / КЦ   | Сијетл суперсоникси (2)         | ФМП Железник (1)            | Сијетл суперсоникси (2001—06) Лос Анђелес клиперси (2006) Лос Анђелес лејкерси (2006—09) Шарлот бобкетси (2009) Голден Стејт вориорси (2009—11) Атланта хокси (2011—12) Чикаго булси (2012—13) |
| 2002.  | 24. | 1.    | Ненад Крстић        | Ц        | Њу Џерзи нетси (1)              | Партизан (4)                | Њу Џерзи нетси (2004—08) Оклахома Сити тандер (2008—11) Бостон селтикси (2011) |
| 2002.  | 36. | 2.    | Милош Вујанић       | П        | Њујорк никси (1)                | Партизан (5)                | — |
| 2003.  | 2.  | 1.    | Дарко Миличић       | Ц        | Детроит пистонси (1)            | Хемофарм (1)                | Детроит пистонси (2003—06) Орландо меџик (2006—07) Мемфис гризлиси (2007—09) Њујорк никси (2009—10) Минесота тимбервулвси (2010—12) Бостон селтикси (2012)                                     |
| 2005.  | 43. | 2.    | Миле Илић           | Ц        | Њу Џерзи нетси (2)              | ФМП Железник (2)            | Њу Џерзи нетси (2006—07) |
| 2006.  | 38. | 2.    | Коста Перовић       | Ц        | Голден Стејт вориорси (2)       | Партизан (6)                | Голден Стејт вориорси (2007—08) |
| 2007.  | 60. | 2.    | Милован Раковић     | Ц        | Далас маверикси (1)             | Мега баскет (1)             | — |
| 2008.  | 53. | 2.    | Тадија Драгићевић   | К / КЦ   | Јута џез (1)                    | Црвена звезда (2)           | — |
| 2010.  | 35. | 2.    | Немања Бјелица      | К / КЦ   | Вашингтон визардси (1)          | Црвена звезда (3)           | Минесота тимбервулвси (2015—18) Сакраменто кингси (2018—21) Мајами хит (2021) Голден Стејт вориорси (2021—22)                                                                                  |
| 2011.  | 54. | 2.    | Милан Мачван        | КЦ       | Кливленд кавалирси (1)          | Макаби Тел Авив (1)         | — |
| 2012.  | 52. | 2.    | Огњен Кузмић        | Ц        | Голден Стејт вориорси (3)       | Малага (1)                  | Голден Стејт вориорси (2013—15) |
| 2013.  | 30. | 1.    | Немања Недовић      | П / Б    | Финикс санси (2)                | Лијетувос Ритас (1)         | Голден Стејт вориорси (2013—14) |
| 2014.  | 27. | 1.    | Богдан Богдановић   | Б        | Финикс санси (3)                | Партизан (7)                | Сакраменто кингси (2017—20) Атланта хокси (2020—данас) |
| 2014.  | 41. | 2.    | Никола Јокић        | КЦ / Ц   | Денвер нагетси (1)              | Мега баскет (2)             | Денвер нагетси (2015—данас) |
| 2014.  | 52. | 2.    | Василије Мицић      | П        | Филаделфија севентисиксерси (1) | Мега баскет (3)             | Оклахома Сити тандер (2023—24) Шарлот хорнетси (2024—данас) |
| 2014.  | 54. | 2.    | Немања Дангубић     | К        | Филаделфија севентисиксерси (2) | Мега баскет (4)             | — |
| 2015.  | 26. | 1.    | Никола Милутинов    | Ц        | Сан Антонио спарси (1)          | Партизан (8)                | — |
| 2015.  | 57. | 2.    | Никола Радичевић    | П        | Денвер нагетси (2)              | Севиља (1)                  | — |
| 2015.  | 60. | 2.    | Лука Митровић       | КЦ       | Филаделфија севентисиксерси (3) | Црвена звезда (4)           | — |
| 2016.  | 35. | 2.    | Раде Загорац        | Б / К    | Бостон селтикси (1)             | Мега баскет (5)             | — |
| 2017.  | 58. | 2.    | Огњен Јарамаз       | П / Б    | Њујорк никси (2)                | Мега баскет (6)             | — |
| 2019.  | 39. | 2.    | Ален Смаилагић      | КЦ       | Њу Орлеанс пеликанси (1)        | Санта Круз вориорси (1)     | Голден Стејт вориорси (2019—21) |
| 2019.  | 60. | 2.    | Вања Маринковић     | Б        | Сакраменто кингси (3)           | Партизан (9)                | — |
| 2020.  | 17. | 1.    | Алексеј Покушевски  | К / КЦ   | Минесота тимбервулвси (2)       | Олимпијакос (2)             | Оклахома Сити тандер (2020—24) Шарлот хорнетси (2024—данас) |
| 2021.  | 50. | 2.    | Филип Петрушев      | КЦ / Ц   | Филаделфија севентисиксерси (4) | Мега баскет (7)             | Филаделфија севентисиксерси (2023) Сакраменто кингси (2023) |
| 2021.  | 57. | 2.    | Балша Копривица     | Ц        | Шарлот хорнетси (1)             | Флорида Стејт семинолси (1) | — |
| 2022.  | 27. | 1.    | Никола Јовић        | К        | Мајами хит (1)                  | Мега баскет (8)             | Мајами хит (2022—данас) |
| 2023.  | 42. | 2.    | Тристан Вукчевић    | КЦ       | Вашингтон визардси (2)          | Партизан (10)               | Вашингтон визардси (2024—данас) |
| 2024.  | 12. | 1.    | Никола Топић        | П        | Оклахома Сити тандер (1)        | Црвена звезда (5)           | — |
| 2024.  | 43. | 2.    | Никола Ђуришић      | Б / К    | Мајами хит (2)                  | Мега баскет (9)             | — |
| 2025.  | 7.  | 2.    | Богољуб Марковић    | КЦ       | Милвоки бакси (1)               | Мега баскет (10)            | — |